# Championnat du Maroc de football
Cet article traite uniquement de la compétition masculine. Pour la compétition féminine, voir Championnat du Maroc féminin de football.
 (juin 2025).
Si vous disposez d'ouvrages ou d'articles de référence ou si vous connaissez des sites web de qualité traitant du thème abordé ici, merci de compléter l'article en donnant les références utiles à sa vérifiabilité et en les liant à la section « Notes et références ».
Le Championnat du Maroc de football, appelé « Botola Pro » (ou « Botola Pro Inwi » pour des raisons de parrainage avec Inwi), est le championnat professionnel de plus haut niveau du football marocain.
La compétition actuelle est créée en 1956 à la suite de l'indépendance du Maroc. Le championnat est organisé par la Ligue nationale de football professionnel, sous l’égide de la Fédération royale marocaine de football, fondée en janvier 1957 peu après le début du premier championnat. Auparavant, d'autres championnats ont eu lieu sous la période du protectorat français. Un premier championnat est créé en 1915 sous l'égide de l'USFSA, puis un deuxième à partir de 1922, organisé par la Ligue du Maroc de Football Association, sous l'égide de la Fédération française de football.
La Botola Pro se déroule annuellement selon un format aller-retour comprenant 30 journées, généralement entre l’été et le printemps suivant. Seize clubs y participent chaque saison.
Le Wydad AC détient le record du plus grand nombre de titres remportés avec 17 titres depuis 1956, et 22 titres en comptant les cinq titres obtenus avant l'indépendance. La RS Berkane est le club champion en titre.

## Histoire
A partir de 1915, le Maroc connait trois associations sportives d'organisme footballistique,[réf. nécessaire] dont la Ligue du Maroc de Football Association (LMFA) fut la dernière, et qui s'est institué le 26 novembre 1922 à Casablanca, lors d'une assemblée générale constitutive. Elle a pris donc la conduite d'organe footballistique sous la Fédération marocaine des sports athlétiques (FMSA), fédération sportive créée en 1913 d'après le dahir chérifien du 1er février 1913 en remplacent le Comité Régional de Football d'Union des Sociétés et Fédérations des Sports Athlétiques (USFSA) pour la gestion du football. Une deuxième assemblée avait lieu le 30 décembre, toujours à Casablanca, en présence des clubs affiliés au Comité Régional de Football d'USFSA; sont représentés les vingt clubs affiliés régulièrement ainsi que trois clubs en instance d'affiliation à la FIFA. Lors de cette assemblée, le siège est fixé à Casablanca. Le Bureau fédéral de la F.I.F.A. homologue les statuts de la LMFA le 23 avril 1923, et déclare en conséquence la ligue marocaine de football association régulièrement instituée.

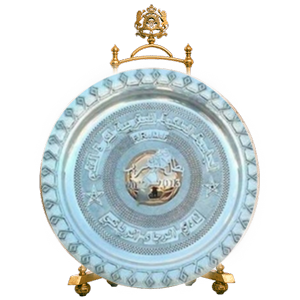
Trophée de la (Botola Pro1)

Le Club Athlétique de Casablanca (CA de Casablanca) fut le premier club marocain à avoir remporté le titre de champion du Maroc de la division d'excellence lors de la 1re édition de la compétition (saison 1915/16), avec l'US Marocaine comme dauphin, le Rabat FC comme troisième et le Racing AC comme quatrième dont le classement final est le suivant :
- 1er CA Casablanca (Champion)
- 2e US Marocaine (Vice-champion)
- 3e Rabat FC
- 4e Racing CM
- 5e SC Rabat
- 6e CS Casablanca
- 7e UA Kénitra
- 8e CS Marocain

Les trois saisons suivantes ont vu le sacre de l'US Marocaine en trois reprises d'affilée (1916/1917, 1917/1918 et 1918/1919). Il a fallu donc attendre jusqu'à l'édition numéro cinq de l'histoire du championnat marocain de football (division d'excellence) pour voir le sacre d'un club non-casablancais, l'USD Meknès, qui a remporté son premier titre de champion du Maroc.
Juin 1938, l'assemblée générale de la LMFA s'est tenue samedi soir à Rabat... Après une longue et orageuse discussion, l'assemblée a décidé de porter à dix le nombre des clubs composant la division d'honneur.
Après l’indépendance du nord marocain (pas tout le nord), le comité provisoire de la FRMF a décidé d'organiser la Coupe de l'Indépendance qui réunit les clubs du Maroc et les clubs fondés par les Marocains en nord que soit avant ou bien après l'indépendance pour dans les différentes divisions pour la nouvelle saison du championnat. Les meilleures équipes de cette compétition (qui sont pas parmi l'élite) joueront ainsi en 1re division (système des matchs barrages). En 1957, le championnat du Maroc était composé de 16 clubs, et il est revenu à 14 équipes lors de la saison 1958-1959, structure qu'il gardera jusqu'à la saison 1966-1967 où il repasse de nouveau à 16 clubs, puis 18 clubs la saison suivante, avant de revenir à une formule à 16 en 1968-1969. Cette dernière formule perdura durant toute la décennie 1970, avant que le nombre ne passe à 20 à l'aube de la saison 1980-1981, puis ramené à 18 la saison suivante et 16 clubs la saison d'après.
Lors de la saison 1985-1986, le nombre est augmenté à 20 clubs de nouveau. La saison suivante 1986-1987 connaîtra la mise en place d'une formule inédite comprenant deux groupes de 12 clubs chacun, les quatre premiers de chaque groupe sont qualifiés aux play-offs qui se disputent en mini-championnat.
En 1987-1988, le championnat est ramené à 18 clubs à poule unique, puis à 16 clubs en 1988-1989. Depuis cette saison, le nombre de clubs en division d'élite ne connaîtra plus de changement.
À la fin de la saison 1996-1997, un nouveel organe de football est créé sous le nom de Groupement national de football (GNF), qui deviendra l'organisme responsable des deux premières divisions d'élite de football au Maroc, et qui porteront depuis les noms de GNF1 et GNF2.
En 2007-2008, la Botola fait un grand pas vers le professionnalisme en profitant de l'augmentation des droits TV grâce à des nouveaux contrats conclus avec la SNRT et ART, ainsi que des recettes de sponsoring. La première division est désignée depuis cette saison par le nom de « Botola Pro », qui signifie « Championnat » en arabe.
En 2009, le GNF est dissous et la Botola est gérée depuis directement par la FRMF jusqu'en 2015 et la création de la Ligue Nationale de Football Professionnel (LNFP).
Le 28 janvier 2011, le président de la commission spéciale de gestion des compétitions du football national d'élite Rachid Ouali, annonce la professionnalisation du championnat dès la saison à venir. Ce processus a déjà commencé en 2000 avec l'étude et l'adoption du dossier par les instances de la FRMF. Il s'est ensuivi la création du Groupement national de football d'Élite (GNFE) avec 16 équipes en première division et autant en deuxième. La professionnalisation du football marocain avec la naissance d'un contrat liant le joueur à son club devait entrer en vigueur dès le début de la saison 2005-2006. D'autres mesures furent engagées en même temps, toutes destinées à poursuivre le processus de professionnalisation de ce sport, surtout que le contrat-programme de mise à niveau du football marocain, signé le 7 juin 2005 entre le gouvernement, les collectivités locales et la FRMF, avait décidé d'une contribution étatique d'un montant de 280 millions de dirhams. La FRMF a rouvert le chantier en 2009 par le biais d'un programme visant le financement, la modernisation de la gouvernance, la mise à niveau des textes et règlements et la restructuration du football d'élite.

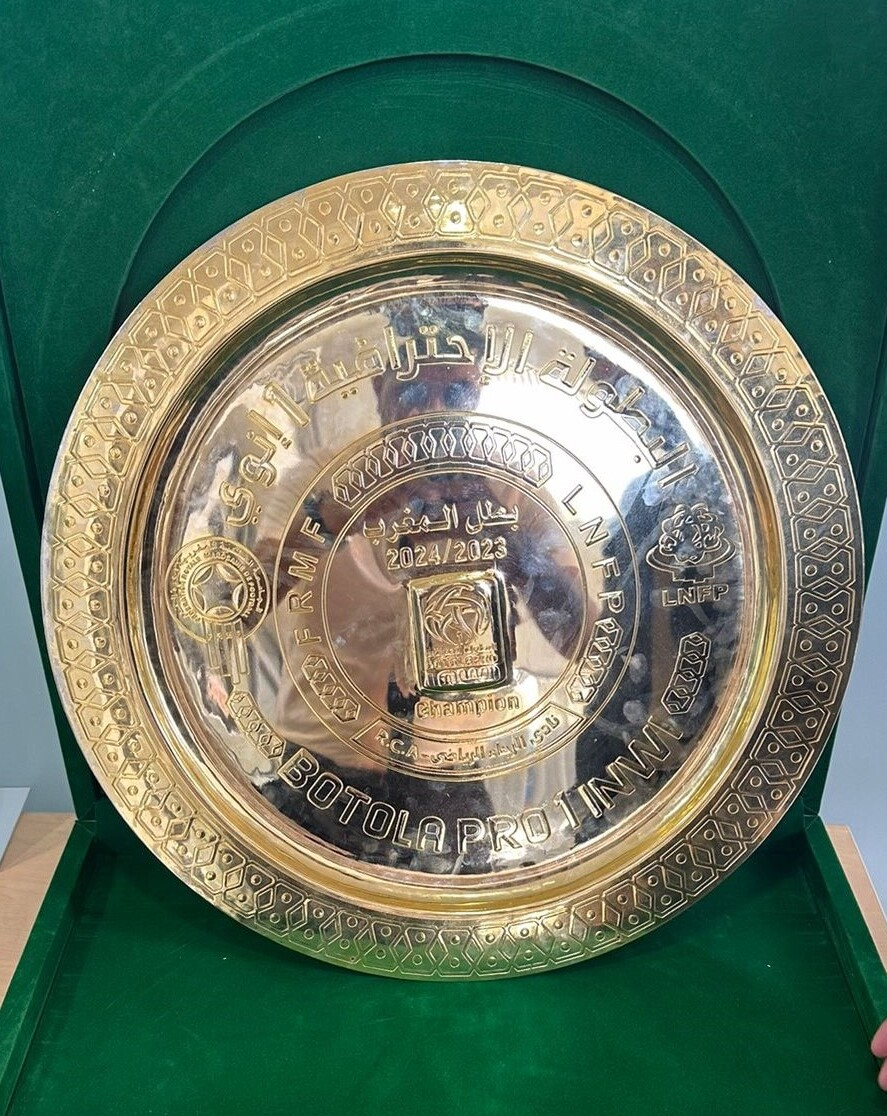
Le trophée remporté par la RCA lors de la saison 2023/2024

Le 14 février 2020, au titre de la rencontre opposant le Fath Union Sport et l'IR Tanger comptant pour la 16e journée, l'assistance vidéo à l'arbitrage 'VAR' est utilisé pour la première fois au Maroc. L'utilisation du VAR devait commencer en début de saison, avant d'être reportée à la phase retour, dans le but de permettre à la FRMF de former les arbitres et d'obtenir les licences d'arbitrage par vidéo. Le 3 octobre 2020, la FRMF annonce que la VAR sera dotée de la ligne de hors-jeu virtuelle. Elle sera appliquée pour la première fois lors de la 28e journée.
Le 21 novembre, Abdessalam Belegchour, vice-président de la LNFP, a annoncé que la FRMF s'est engagée avec une société étrangère, chargée de la programmation des championnats espagnol et anglais de première division, pour la programmation de la Botola Pro, et ce afin de faciliter le bon déroulement du championnat national.

## Structure du championnat
La division d'élite est composée de 16 clubs, à la fin de chaque saison, le club champion et le vice-champion sont qualifiés pour la Ligue des champions de la CAF et celui classé à la 3e se qualifie pour la Coupe de la confédération avec le vainqueur de la Coupe du Trône. Tandis que les 2 derniers du classement sont relégués en Botola Pro2.

### Clubs engagées pour la saison 2024-2025
| Club                         | Saisons en élite | Dernière montée | 1re montée | Ville      | Stade                      |
| ---------------------------- | ---------------- | --------------- | ---------- | ---------- | -------------------------- |
| Wydad AC                     | 85               | 1942            | 1942       | Casablanca | Stade Mohammed-V           |
| Raja CA                      | 68               | 1956            | 1956       | Casablanca | Stade Mohammed-V           |
| Fath US                      | 65               | 2009            | 1951       | Rabat      | Stade Moulay Hassan        |
| Maghreb AS                   | 64               | 2021            | 1953       | Fès        | Complexe de Fès            |
| Association Sportive des FAR | 63               | 1966            | 1959       | Témara     | Complexe Moulay Abdallah   |
| DH d'El Jadida               | 54               | 2024            | 1956       | El Jadida  | Stade El Abdi              |
| HUS Agadir                   | 51               | 1996            | 1958       | Agadir     | Stade Adrar                |
| SCC Mohammedia               | 44               | 2020            | 1961       | Mohammédia | Stade Bachir               |
| OC Safi                      | 40               | 2004            | 1929       | Safi       | Stade El Massira           |
| IR Tanger                    | 33               | 2015            | 1930       | Tanger     | Stade Ibn Batouta          |
| MA Tétouan                   | 33               | 2022            | 1956       | Tétouan    | Stade Saniat-Rmel          |
| COD Meknès                   | 33               | 2024            | 1965       | Meknès     | Stade d'honneur de Meknès  |
| RS Berkane                   | 21               | 2012            | 1977       | Berkane    | Stade municipal de Berkane |
| US Touarga                   | 8                | 2022            | 1980       | Rabat      | Stade des PTT              |
| JS Soualem                   | 4                | 2023            | 2021       | Soualem    | Stade municipal de Soualem |
| Renaissance CAZ              | 4                | 2024            | 2019       | Zemamra    | Stade Ahmed Choukri        |

### Stades
| Casablanca                 | Témara                | Agadir                       | Tanger              |
| -------------------------- | --------------------- | ---------------------------- | ------------------- |
| Stade Mohammed-V           | Stade Moulay-Abdallah | Stade Adrar                  | Stade Ibn-Batouta   |
| Capacité: 45,891           | Capacité: 45,800      | Capacité: 45,480             | Capacité: 65,000    |
|                            |                       |                              |                     |
| Fès                        | Oujda                 | El Jadida                    | Safi                |
| Stade de Fès               | Stade d'honneur Oujda | Stade Ben M'Hamed El Abdi    | Stade El Massira    |
| Capacité: 45,000           | Capacité: 19,800      | Capacité: 15,000             | Capacité: 15,000    |
|                            |                       |                              |                     |
| Berkane                    | Khouribga             | Berrechid                    | Rabat               |
| Stade municipal de Berkane | Stade du Phosphate    | Stade municipal de Berrechid | Stade Moulay Hassan |
| Capacité: 15,000           | Capacitè: 12,000      | Capacité: 12,000             | Capacité: 10,000    |
|                            |                       |                              |                     |

#### Autres stades
| Marrakech            | Laayoune                   | Meknes               | Kénitra                |
| -------------------- | -------------------------- | -------------------- | ---------------------- |
| Stade de Marrakech   | Stade municipal de Kénitra | Stade Sheikh Laghdaf | Stade d'Honneur Meknès |
| Capacité: 45,240     | Capacité: 35,000           | Capacité: 30,000     | Capacité: 25,000       |
|                      |                            |                      |                        |
| Al Hoceima           | Tétouan                    |                      |                        |
| Stade Mimoun Al Arsi | Stade Saniat Rmel          |                      |                        |
| Capacité: 15,000     | Capacité: 12,000           |                      |                        |
|                      |                            |                      |                        |

## Palmarès

### Bilan par club
Le tableau suivant liste les clubs vainqueurs du championnat du Maroc avant et après l'indépendance et, pour chaque club, le nombre de titre(s) remporté(s) et les années correspondantes par ordre chronologique.
Bilan par club cumulé avant et après l'indépendance
| Rang | Clubs                        | ville       | Titre(s) | Année(s) |
| ---- | ---------------------------- | ----------- | -------- | --- |
| 1    | Wydad AC                     | Casablanca  | 22       | 1948, 1949, 1950, 1951, 1955, 1957, 1966, 1969, 1976, 1977, 1978, 1986, 1990, 1991, 1993, 2006, 2010, 2015, 2017, 2019, 2021, 2022 |
| 2    | US Marocaine                 | Casablanca  | 15       | 1917, 1918, 1919, 1932, 1933, 1934, 1935, 1938, 1939, 1940, 1941, 1942, 1943, 1946, 1952                                           |
| 3    | Raja CA                      | Casablanca  | 13       | 1988, 1996, 1997, 1998, 1999, 2000, 2001, 2004, 2009, 2011, 2013, 2020, 2024                                                       |
| 3    | Association Sportive des FAR | Rabat       | 13       | 1961, 1962, 1963, 1964, 1967, 1968, 1970, 1984, 1987, 1989, 2005, 2008, 2023                                                       |
| 5    | OM Rabat                     | Rabat       | 6        | 1921, 1923, 1926, 1930, 1936, 1937                                                                                                 |
| 6    | Maghreb AS                   | Fès         | 4        | 1965, 1979, 1983, 1985 |
| 6    | Kénitra AC                   | Kénitra     | 4        | 1960, 1973, 1981, 1982 |
| 8    | Racing AC                    | Casablanca  | 3        | 1945, 1954, 1972 |
| 8    | US Athlétique                | Casablanca  | 3        | 1927, 1929, 1947 |
| 8    | CS Marocain                  | Rabat       | 3        | 1928, 1931, 1944 |
| 11   | MA Tétouan                   | Tétouan     | 2        | 2012, 2014 |
| 11   | HUS Agadir                   | Agadir      | 2        | 2002, 2003 |
| 11   | KAC Marrakech                | Marrakech   | 2        | 1958, 1992 |
| 11   | US Fès                       | Fès         | 2        | 1924, 1925 |
| 11   | USD Meknès                   | Meknès      | 2        | 1920, 1922 |
| 16   | RS Berkane                   | Berkane     | 1        | 2025 |
| 16   | IR Tanger                    | Tanger      | 1        | 2018 |
| 16   | Fath US                      | Rabat       | 1        | 2016 |
| 16   | OC Khouribga                 | Khouribga   | 1        | 2007 |
| 16   | COD Meknès                   | Meknès      | 1        | 1995 |
| 16   | Centrale Laitière AS         | Casablanca  | 1        | 1994 |
| 16   | SCC Mohammédia               | Mohammédia  | 1        | 1980 |
| 16   | MC Oujda                     | Oujda       | 1        | 1975 |
| 16   | RB Mellal                    | Béni Mellal | 1        | 1974 |
| 16   | RS Settat                    | Settat      | 1        | 1971 |
| 16   | Étoile JSC                   | Casablanca  | 1        | 1959 |
| 16   | SA Marrakech                 | Marrakech   | 1        | 1953 |
| 16   | CA Casablanca                | Casablanca  | 1        | 1916 |

Bilan par club depuis 1956
| Rang | Clubs                        | ville       | Titre(s) | Année(s)                                                                                             |
| ---- | ---------------------------- | ----------- | -------- | --- |
| 1    | Wydad AC                     | Casablanca  | 17       | 1957, 1966, 1969, 1976, 1977, 1978, 1986, 1990, 1991, 1993, 2006, 2010, 2015, 2017, 2019, 2021, 2022 |
| 3    | Raja CA                      | Casablanca  | 13       | 1988, 1996, 1997, 1998, 1999, 2000, 2001, 2004, 2009, 2011, 2013, 2020, 2024                         |
| 3    | Association Sportive des FAR | Rabat       | 13       | 1961, 1962, 1963, 1964, 1967, 1968, 1970, 1984, 1987, 1989, 2005, 2008, 2023                         |
| 6    | Maghreb AS                   | Fès         | 4        | 1965, 1979, 1983, 1985                                                                               |
| 6    | Kénitra AC                   | Kénitra     | 4        | 1960, 1973, 1981, 1982                                                                               |
| 11   | MA Tétouan                   | Tétouan     | 2        | 2012, 2014                                                                                           |
| 11   | HUS Agadir                   | Agadir      | 2        | 2002, 2003                                                                                           |
| 11   | KAC Marrakech                | Marrakech   | 2        | 1958, 1992                                                                                           |
| 16   | RS Berkane                   | Berkane     | 1        | 2025                                                                                                 |
| 16   | Racing AC                    | Casablanca  | 1        | 1972                                                                                                 |
| 16   | IR Tanger                    | Tanger      | 1        | 2018                                                                                                 |
| 16   | Fath US                      | Rabat       | 1        | 2016                                                                                                 |
| 16   | OC Khouribga                 | Khouribga   | 1        | 2007                                                                                                 |
| 16   | COD Meknès                   | Meknès      | 1        | 1995                                                                                                 |
| 16   | Centrale Laitière AS         | Casablanca  | 1        | 1994                                                                                                 |
| 16   | SCC Mohammédia               | Mohammédia  | 1        | 1980                                                                                                 |
| 16   | MC Oujda                     | Oujda       | 1        | 1975                                                                                                 |
| 16   | RB Mellal                    | Béni Mellal | 1        | 1974                                                                                                 |
| 16   | RS Settat                    | Settat      | 1        | 1971                                                                                                 |
| 16   | Étoile JSC                   | Casablanca  | 1        | 1959                                                                                                 |
| 16   | SA Marrakech                 | Marrakech   | 1        | 1953                                                                                                 |

## Palmarès par saison
Comité du Maroc de l'USFSA
| Saison    | Champion         | Vice-champion |
| --------- | ---------------- | ------------- |
| 1915-1916 | CA Casablanca    | US Marocaine  |
| 1916-1917 | US Marocaine     | Rabat FC      |
| 1917-1918 | US Marocaine (2) | Racing CM     |
| 1918-1919 | US Marocaine (3) | CA Casablanca |
| 1919-1920 | USD Meknès       | US Marocaine  |
| 1920-1921 | OM Rabat         | Racing CM     |
| 1921-1922 | USD Meknès (2)   | Racing CM     |

Ligue du Maroc de Football Association
| Saison    | Champion            | Vice-champion       |
| --------- | ------------------- | ------------------- |
| 1922-1923 | OM Rabat (2)        | Racing CM           |
| 1923-1924 | US Fès              | OM Rabat            |
| 1924-1925 | US Fès (2)          | OM Rabat            |
| 1925-1926 | OM Rabat (3)        | US Athlétique       |
| 1926-1927 | US Athlétique       | OM Rabat            |
| 1927-1928 | CS Marocain         | US Marocaine        |
| 1928-1929 | US Athlétique (2)   | Racing CM           |
| 1929-1930 | OM Rabat (4)        | CS Marocain         |
| 1930-1931 | CS Marocain (2)     | US Marocaine        |
| 1931-1932 | US Marocaine (4)    | ASPTT Casa          |
| 1932-1933 | US Marocaine (5)    | ASPTT Casa          |
| 1933-1934 | US Marocaine (6)    | Stade/Racing        |
| 1934-1935 | US Marocaine (7)    | CS Marocain         |
| 1935-1936 | OM Rabat (5)        | US Marocaine        |
| 1936-1937 | OM Rabat (6)        | SA Marrakech        |
| 1937-1938 | US Marocaine (8)    | SA Marrakech        |
| 1938-1939 | US Marocaine (9)    | CS Marocain         |
| 1939-1940 | US Marocaine (10)   | Wydad AC            |
| 1940-1941 | US Marocaine (11)   | US Athlétique       |
| 1941-1942 | US Marocaine (12)   | CS Marocain         |
| 1942-1943 | US Marocaine (13)   | Wydad AC            |
| 1943-1944 | CS Marocain (3)     | US Marocaine        |
| 1944-1945 | Racing AC           | US Marocaine        |
| 1945-1946 | US Marocaine (14)   | Wydad AC            |
| 1946-1947 | US Athlétique (3)   | ASPTT Casa          |
| 1947-1948 | Wydad AC            | US Athlétique       |
| 1948-1949 | Wydad AC (2)        | USD Meknès          |
| 1949-1950 | Wydad AC (3)        | USD Meknès          |
| 1950-1951 | Wydad AC (4)        | US Marocaine        |
| 1951-1952 | US Marocaine (15)   | Wydad AC            |
| 1952-1953 | SA Marrakech        | US Marocaine        |
| 1953-1954 | Racing AC (2)       | US Marocaine        |
| 1954-1955 | Wydad AC (5)        | KAC Marrakech       |
| 1955-1956 | Compétition arrêtée | Compétition arrêtée |

Fédération royale marocaine de football
| Saison    | Champion             | Vice-champion        |
| --------- | -------------------- | -------------------- |
| 1956-1957 | Wydad AC (6)         | KAC Marrakech        |
| 1957-1958 | KAC Marrakech        | Wydad AC             |
| 1958-1959 | Étoile JSC           | Wydad AC             |
| 1959-1960 | Kénitra AC           | ASFAR                |
| 1960-1961 | ASFAR                | Maghreb AS           |
| 1961-1962 | ASFAR (2)            | Racing AC            |
| 1962-1963 | ASFAR (3)            | KAC Marrakech        |
| 1963-1964 | ASFAR (4)            | CS Marocain          |
| 1964-1965 | Maghreb AS           | Racing AC            |
| 1965-1966 | Wydad AC (7)         | Raja CA              |
| 1966-1967 | ASFAR (5)            | RS Settat            |
| 1967-1968 | ASFAR (6)            | RS Settat            |
| 1968-1969 | Wydad AC (8)         | Maghreb AS           |
| 1969-1970 | ASFAR (7)            | US Kacemi            |
| 1970-1971 | RS Settat            | ASFAR                |
| 1971-1972 | Racing AC (3)        | Wydad AC             |
| 1972-1973 | Kénitra AC (2)       | Fath US              |
| 1973-1974 | Rajae BM             | Fath US              |
| 1974-1975 | MC Oujda             | Maghreb AS           |
| 1975-1976 | Wydad AC (9)         | DH Jadida            |
| 1976-1977 | Wydad AC (10)        | MC Oujda             |
| 1977-1978 | Wydad AC (11)        | Maghreb AS           |
| 1978-1979 | Maghreb AS (2)       | Kénitra AC           |
| 1979-1980 | SCC Mohammédia       | Wydad AC             |
| 1980-1981 | Kénitra AC (3)       | Fath US              |
| 1981-1982 | Kénitra AC (4)       | Wydad AC             |
| 1982-1983 | Maghreb AS (3)       | RS Berkane           |
| 1983-1984 | ASFAR (8)            | OC Khouribga         |
| 1984-1985 | Maghreb AS (4)       | Kénitra AC           |
| 1985-1986 | Wydad AC (12)        | Raja CA              |
| 1986-1987 | ASFAR (9)            | KAC Marrakech        |
| 1987-1988 | Raja CA              | KAC Marrakech        |
| 1988-1989 | ASFAR (10)           | Maghreb AS           |
| 1989-1990 | Wydad AC (13)        | IR Tanger            |
| 1990-1991 | Wydad AC (14)        | ASFAR                |
| 1991-1992 | KAC Marrakech (2)    | Raja CA              |
| 1992-1993 | Wydad AC (15)        | Raja CA              |
| 1993-1994 | Centrale-Laitière AS | Wydad AC             |
| 1994-1995 | CODM Meknès          | Centrale-Laitière AS |
| 1995-1996 | Raja CA (2)          | OC Khouribga         |
| 1996-1997 | Raja CA (3)          | Wydad AC             |
| 1997-1998 | Raja CA (4)          | KAC Marrakech        |
| 1998-1999 | Raja CA (5)          | KAC Marrakech        |
| 1999-2000 | Raja CA (6)          | Wydad AC             |
| 2000-2001 | Raja CA (7)          | Fath US              |
| 2001-2002 | HUS Agadir           | Wydad AC             |
| 2002-2003 | HUS Agadir (2)       | Raja CA              |
| 2003-2004 | Raja CA (8)          | ASFAR                |
| 2004-2005 | ASFAR (11)           | Raja CA              |
| 2005-2006 | Wydad AC (16)        | ASFAR                |
| 2006-2007 | OC Khouribga         | ASFAR                |
| 2007-2008 | ASFAR (12)           | IZ Khémisset         |
| 2008-2009 | Raja CA (9)          | DH Jadida            |
| 2009-2010 | Wydad AC (17)        | Raja CA              |
| 2010-2011 | Raja CA (10)         | Maghreb AS           |
| 2011–2012 | MA Tétouan           | Fath US              |
| 2012–2013 | Raja CA (11)         | ASFAR                |
| 2013–2014 | MA Tétouan (2)       | Raja CA              |
| 2014-2015 | Wydad AC (18)        | OC Khouribga         |
| 2015–2016 | Fath US              | Wydad AC             |
| 2016–2017 | Wydad AC (19)        | DH Jadida            |
| 2017–2018 | IR Tanger            | Wydad AC             |
| 2018–2019 | Wydad AC (20)        | Raja CA              |
| 2019–2020 | Raja CA (12)         | Wydad AC             |
| 2020–2021 | Wydad AC (21)        | Raja CA              |
| 2021–2022 | Wydad AC (22)        | Raja CA              |
| 2022-2023 | ASFAR (13)           | Wydad AC             |
| 2023-2024 | Raja CA (13)         | ASFAR                |
| 2024-2025 | RS Berkane           | ASFAR                |
| 2025-2026 |                      |                      |

## Statistiques

### Classement des meilleurs buteurs
Ce classement montre les meilleurs buteurs de Botola Pro depuis 2011, date à laquelle le championnat est devenu professionnel. Les joueurs mentionnés en gras évoluent toujours dans le championnat.
| Class. | Nom                    | Nbre de buts | Période                         |
| ------ | ---------------------- | ------------ | ------------------------------- |
| 1      | Mouhcine Iajour        | 79           | 2011-2015, 2017-2019, 2020-2021 |
| 2      | Zakaria Hadraf         | 72           | 2019-2019, 2020-                |
| 3      | Mehdi Naghmi           | 66           | 2011-2020,2021-                 |
| 4      | Abdelilah Hafidi       | 50           | 2011-2022                       |
| 5      | Abdessamad El Mobaraky | 47           | 2011-2022                       |
| 6      | Reda Hajhouj           | 47           | 2014-2018,2018-2022             |
| 7      | Brahim El Bahraoui     | 46           | 2011-                           |
| 8      | Lamine Diakité         | 43           | 2014-                           |
| 9      | Jalal Daoudi           | 44           | 2011-2019,2021-                 |
| 10     | Ayoub Nanah            | 43           | 2011-2024                       |

Mis à jour le 22 novembre 2022.

### Transferts
Classement des 20 transferts les plus chers
| Rang | Joueur                | Indemnité | Année | Club vendeur | Club acheteur          | Source |
| ---- | --------------------- | --------- | ----- | ------------ | ---------------------- | ------ |
| 1er  | Ayoub El Kaabi        | 6,00 M€   | 2018  | RS Berkane   | Hebei China Fortune    | [ 19 ] |
| 2e   | Achraf Bencharki      | 5,00 M€   | 2018  | Wydad AC     | Al-Hilal               | [ 20 ] |
| 3e   | Ben Malango           | 3,30 M€   | 2021  | Raja CA      | Sharjah FC             | [ 21 ] |
| 4e   | Soufiane Rahimi       | 3,00 M€   | 2021  | Raja CA      | Al-Aïn FC              | [ 22 ] |
| 5e   | Hamza Igamane         | 2,36 M€   | 2024  | AS FAR       | Rangers FC             | [ 23 ] |
| 6e   | Malick Evouna         | 2,25 M€   | 2015  | Wydad AC     | Al Ahly                | [ 23 ] |
| 7e   | Badr Benoun           | 2,00 M€   | 2020  | Raja CA      | Al Ahly                | [ 24 ] |
| 7e   | Reda Slim             | 2,00 M€   | 2023  | AS FAR       | Al Ahly                | [ 25 ] |
| 8e   | Karl Max Barthélemy   | 1,67 M€   | 2012  | DH El Jadida | Club africain          | [ 26 ] |
| 8e   | Ismail Haddad         | 1,67 M€   | 2020  | Wydad AC     | Al-Khor SC             | [ 27 ] |
| 8e   | Jamal Sellami         | 1,67 M€   | 1998  | Raja CA      | Beşiktaş JK            | [ 28 ] |
| 9e   | Nayef Aguerd          | 1,60 M€   | 2018  | Fath US      | Dijon FCO              | [ 29 ] |
| 10e  | Walid Azarou          | 1,40 M€   | 2017  | DH El Jadida | Al Ahly                | [ 30 ] |
| 11e  | Mohamed Fouzair       | 1,35 M€   | 2017  | Fath US      | Al-Nassr Riyad         | [ 31 ] |
| 12e  | Mohamed Ounajem       | 1,32 M€   | 2019  | Wydad AC     | Zamalek                | [ 32 ] |
| 13e  | Abdelkarim Jinani     | 1,20 M€   | 1997  | Raja CA      | Stade Rennais          | [ 33 ] |
| 13e  | Hamid Ahaddad         | 1,20 M€   | 2018  | DH El Jadida | Zamalek                | [ 34 ] |
| 14e  | Michel Babatunde      | 1,10 M€   | 2016  | Raja CA      | Qatar SC               | [ 35 ] |
| 15e  | Abdelkrim El Hadrioui | 1,00 M€   | 1996  | AS FAR       | Benfica Lisbonne       | [ 36 ] |
| 15e  | Badr El Kaddouri      | 1,00 M€   | 2002  | Wydad AC     | Dinamo Kiev            |        |
| 15e  | Modibo Maïga          | 1,00 M€   | 2006  | Raja CA      | Le Mans                | [ 37 ] |
| 15e  | Soufiane Alloudi      | 1,00 M€   | 2007  | Raja CA      | Al-Aïn                 |        |
| 15e  | Amine Rbati           | 1,00 M€   | 2008  | Raja CA      | Olympique de Marseille |        |
| 15e  | Bobley Anderson       | 1,00 M€   | 2013  | Wydad AC     | Málaga CF              |        |
| 15e  | Abderrazak Hamdallah  | 1,00 M€   | 2013  | OC Safi      | Aalesunds FK           |        |
| 15e  | Mohsine Moutouali     | 1,00 M€   | 2014  | Raja CA      | Al-Wakrah              |        |
| 15e  | Khalid Hachadi        | 1,00 M€   | 2019  | OC Khouribga | Vitória de Setúbal     |        |

### Statistiques

#### Statistiques individuelles
- Meilleur buteur en une saison :
  -  Mohamed Khalfi lors de la saison 1956/1957 (26 buts)

- Joueur le plus titré avec une seule équipe :
  -  Fakhreddine Rajhi : 1976, 1977, 1978, 1986, 1990, 1991 et 1993 avec Wydad AC (7 titres)

- Joueur le plus titré avec plusieurs équipes :
  -  Abdellatif Jrindou : 1994, 1996, 1997, 1998, 1999, 2000, 2004 et 2009 avec Raja/Centrale Laitière (8 titres)

- Entraîneur le plus titré :
  -  Z. Sigmond (7 titres)
  -  Guy Cluseau (7 titres)

## Logos

Logos
1996-2009 Logo de la GNF
2009-2015 Logo de la Botola Pro
2015-2019 Logo de la Botola Pro IAM
2020- Logo de la Botola Pro1 Inwi

## Aspects socio-économiques

### Sponsoring

Sponsor de la compétition à partir de 2020-2021

Durant les années 2000 et 2010, le sponsor officiel et principal du GNF était Maroc Telecom, avec un montant annuel de 15 millions de dirhams. Ce contrat concernait tout autant la première division que la deuxième division. Le logo du sponsor figurait également dans les maillots de tous les clubs engagés dans ces deux compétitions.
De 2015 à 2019, le nom du Championnat devint Botola Maroc Télécom. Depuis juillet 2019, Maroc Telecom n'est plus sponsor de la Botola.
Depuis la saison 2020-2021, Inwi est le nouveau sponsor officiel et principal du LNFP, dont ses Championnats portent le nouveau nom Botola Pro1 Inwi et Botola Pro2 Inwi.

### Droits TV
En décembre 2006, le GNF a signé un contrat avec le bouquet TV ART Network pour la retransmission TV à l'international des matches d'un montant de 27 millions de $ pour une durée de 5 ans.
Par ailleurs, la SNRT, le diffuseur TV domestique et à l'étranger historique du GNF a renouvelé son contrat en septembre 2007, pour un montant total de 225 millions de DH sur 3 ans (à raison de 70 millions MAD pour la saison 2007-2008, 75 millions MAD pour 2008-2009 et 80 millions MAD pour 2009-2010).
Ainsi les 8 matches de chaque journée du championnat sont retransmis sur Bein Sport, Arryadia HD, Al Aoula HD, Tamazight HD et 2M.
- Arryadia HD retransmet gratuitement chaque week-end quatre matches et rediffuse les huit matches en différé durant la semaine et 2M et la RTM retransmettent chacune un match en direct par journée.

En août 2010, la SNRT remporte l'appel d'offres lancé par la FRMF pour les saisons allant de 2010-2011 à 2013-2014, pour un montant total de 404 millions MAD, soit 101 millions MAD par saison, battant ainsi l'ancien record qui datait de la saison 2009-2010, reconduit par la suite jusqu'à la saison 2017-2018 pour le même montant annuel.
Le Championnat du Maroc de football reste le premier et seul championnat maghrébin où toutes les rencontres sont diffusées sur la télévision depuis 2006, et avec une qualité HD depuis 2018. Aussi, les matchs sont gratuits.
| Saison    | Montant (en millions de MAD) |
| --------- | ---------------------------- |
| 2007-2008 | 70                           |
| 2008-2009 | 75                           |
| 2009-2010 | 80                           |
| 2010-2011 | 101                          |
| 2011-2012 | 101                          |
| 2012-2013 | 101                          |
| 2013-2014 | 101                          |
| 2014-2015 | 101                          |
| 2015-2016 | 101                          |
| 2016-2017 | 101                          |
| 2017-2018 | 101                          |
| 2018-2019 | 105                          |
| 2019-2020 | 105                          |
| 2020-2021 | 105                          |
| 2021-2022 | 105                          |

### Primes monétaires
A compter de la saison 2024/2025, les primes monétaires sont comme suit :
- Champion : 6 millions MAD
- Vice-champion : 4 millions MAD
- 3e place : 3 millions MAD